# Nekkhamma
A nekkhamma (szanszkrit: नैष्काम्य) páli kifejezés, melynek magyar fordítása "lemondás" vagy "lemondás öröme", de átvitt értelemben az jelenti, hogy „felhagyni a világi élettel és szent életet folytatni”, amely „mentes a kéjtől, a sóvárgástól és a vágyaktól”. A nekkhamma a buddhista nemes nyolcrétű ösvény első részében található, a "helyes szándék" csoportjában. A théraváda irányzatban használatos tíz tökéletesség közül a nekkhamma a harmadik.

## A páli irodalomban

### Lemondás mint helyes szándék
A páli kánonban Buddha egyik példázatában elmagyarázza a megvilágosodásával kapcsolatos előzményeket. Gondolatait két csoportra osztotta. Az első csoportba azok kerültek, amelyek rontották a megfigyeléseit, szenvedéshez vezettek és megakadályozták a nirvána elérésében. Ide tartoztak az érzékszervekhez kötődő gondolatok, a rosszindulat és az ártó szándék. A második csoportba az ezzel ellentétes dolgok kerültek, mint például a lemondás, a jóindulat és a nem ártó szándék::
„Bármin is gondolkodik vagy töpreng egy szerzetes, elméje, figyelme abba az irányba fog fordulni. Ha egy szerzetes továbbra is megtartja a lemondással áthatott gondolatait, feladva az érzéki vágyakkal teli gondolatait, akkor elméje a lemondással áthatott gondolatok felé fordul majd. Ha egy szerzetes továbbra is megtartja a jóindulatú érzéssel áthatott gondolatait, feladva az ellenséges érzéssel teli gondolatait, akkor elméje a jóindulattal áthatott gondolatok felé fordul majd. Ha egy szerzetes továbbra is megtartja a nem ártó érzéssel áthatott gondolatait, feladva az ártó érzéssel teli gondolatait, akkor elméje a nem ártó érzéssel áthatott gondolatok felé fordul majd.”
Ez utóbbi három gondolati tartalom — lemondás, jóindulat és nem ellenséges szándék — jelenti a nemes nyolcrétű ösvényben szereplő "helyes szándékot" (páli: szammá-szankappa; szanszkrit: szamjak-szamkalpa).

### Lemondás és az érzékszerviség
A kánon más részeiben Buddha részletes összehasonlítást ad az érzékszerviségből (káma) és a lemondásból (nekkhamma) származó gondolatokról.

### Lemondás mint bodhiszattva gyakorlat
A páli irodalmakban a lemondás a megvilágosodáshoz vezető út része. A Buddhavamszában, a Dzsátaka mesékben és a szövegmagyarázatokban a lemondás a tíz "tökéletesség" (páramí) közül a harmadik.